# Yuri Berchiche
Yuri Berchiche Izeta (Zarautz, 10 de fevereiro de 1990) é um futebolista espanhol que atua como lateral-esquerdo. Atualmente joga pelo Athletic Bilbao.

## Carreira
Yuri Berchiche começou a carreira no Tottenham, também teve passagens pelo Real Unión e pela Real Sociedad  onde conseguiu melhor passagem. Em 2017, foi vendido para o Paris Saint-Germain. Em 2 de julho de 2018, voltou ao País Basco, mas para defender o Athletic Bilbao.

## Títulos
Eibar
- Liga Adelante: 2013–14

Paris Saint-Germain
- Ligue 1: 2017–18
- Copa da França: 2017–18
- Copa da Liga Francesa: 2017–18

Athletic Bilbao
- Supercopa da Espanha: 2020–21
- Copa do Rei: 2023–24